# Aracima vestita
Aracima vestita är en fjärilsart som beskrevs av Hedemann 1879. Aracima vestita ingår i släktet Aracima och familjen mätare. Inga underarter finns listade i Catalogue of Life.